# Hyloxalus azureiventris
Espèce
Synonymes
- Phyllobates azureiventris Kneller & Henle, 1985
- Cryptophyllobates azureiventris (Kneller & Henle, 1985)
- Ameerega azureiventris (Kneller & Henle, 1985)

Statut de conservation UICN

 EN B1ab(iii) : En danger
Statut CITES
Hyloxalus azureiventris est une espèce d'amphibiens de la famille des Dendrobatidae.

## Répartition
Cette espèce est endémique de la région de San Martín au Pérou. Elle se rencontre dans les provinces de Lamas et de San Martín à 700 m d'altitude sur le versant Est de la cordillère Orientale.

## Étymologie
Son nom d'espèce, du latin, azureus, « bleu », et ventris, « ventre », lui a été donné en référence à la couleur bleu de sa face ventrale.

## Publication originale
- Kneller & Henle, 1985 : Ein neuer Blattsteiger-Frosch (Salientia: Dendrobatidae: Phyllobates) aus Peru. Salamandra, vol. 21, no 1, p. 62-69 (texte intégral).